# چشم مصنوعی

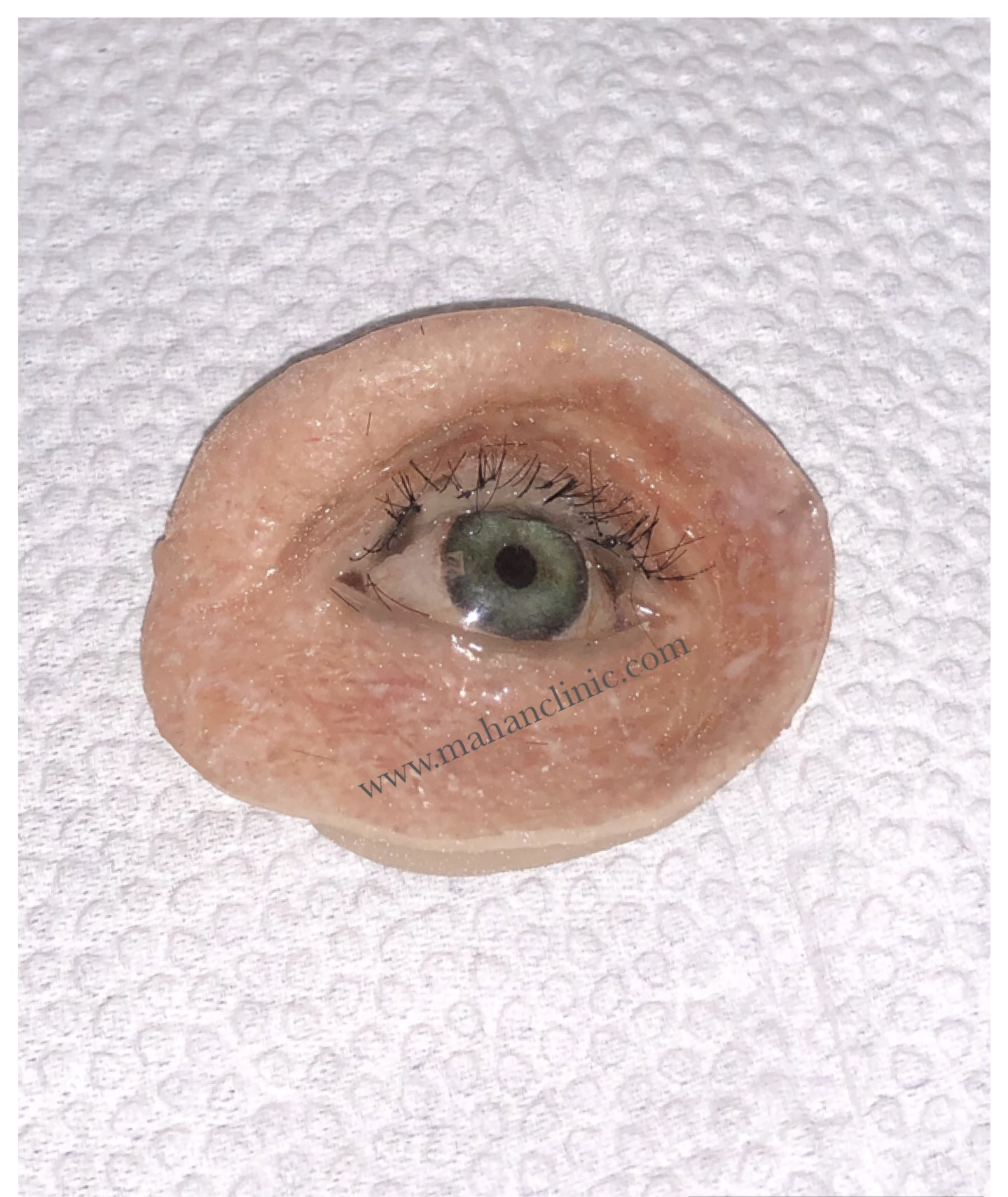
چشم مصنوعی اربیتال سیلیکونی

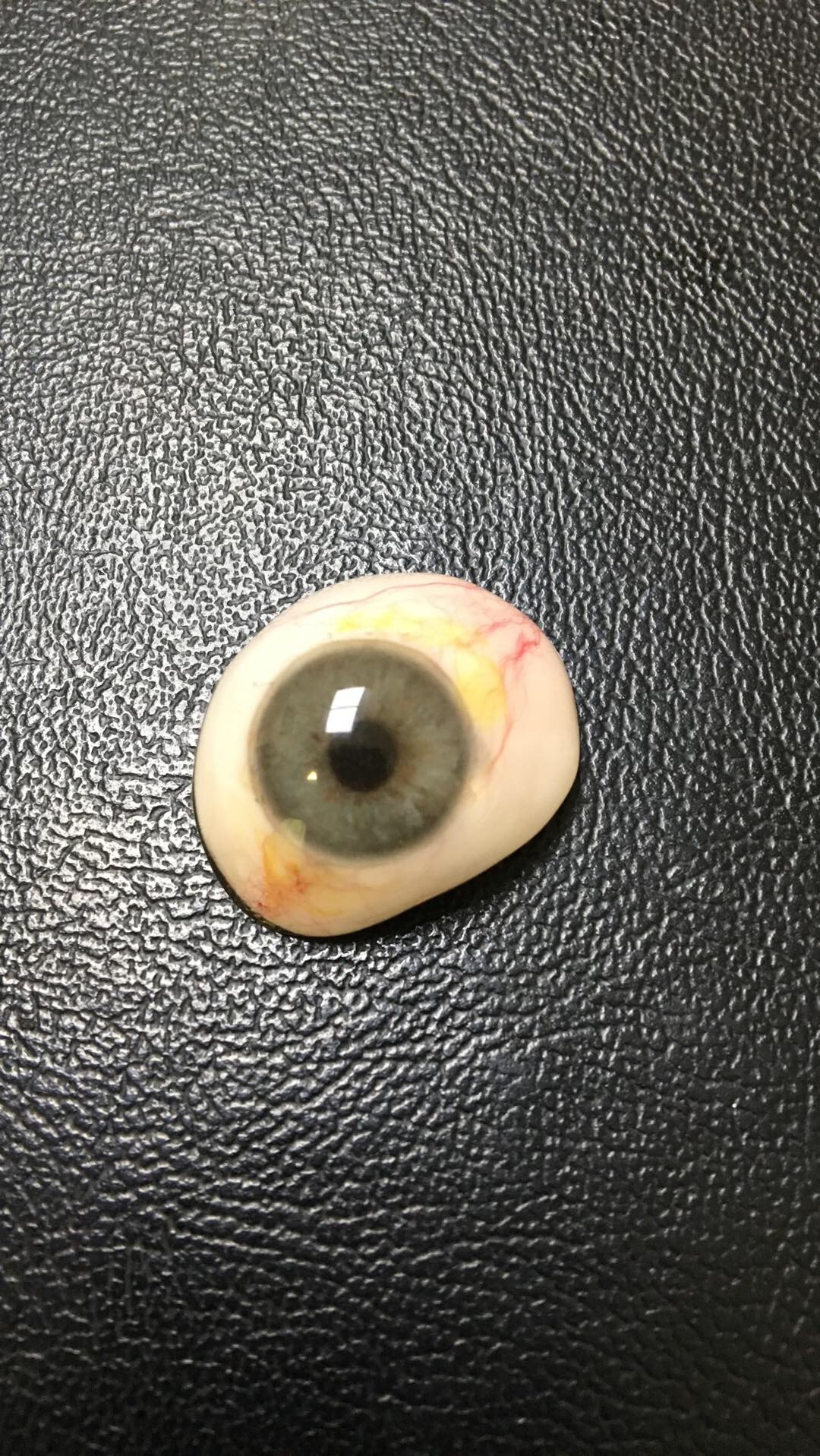
چشم مصنوعی آکریلیک

چشم مصنوعی یا برسازه چشم نوعی عضو مصنوعی است که جایگزین چشم طبیعی آسیب دیده به دنبال تخلیه چشم، نیمه تخلیه چشم، یا تخلیه کامل چشم و پلک‌ها می‌گردد. برسازه بر روی درونکاشت چشمی و زیر پلک‌ها قرار می‌گیرد. اگر چه در گذشته به عنوان یک چشم شیشه ای نامیده می‌شد، برسازه چشم تقریباً شکل پوسته محدب را می‌گیرد و از اکریلیک پلاستیک پزشکی ساخته می‌شود. در گذشته برسازه‌های چشمی از شیشهٔ کریولیت ساخته می‌شده‌اند. نوعی از برسازه‌های چشم، یک پوسته سخت بسیار نازک است که پوسته صلبیه نامیده می‌شود که می‌تواند بر روی یک چشم آسیب دیده بدون عمل تخلیه گذاشته شود. سازندگان برسازه‌های چشم به عنوان اکولاریست‌ها یا پروتزیست‌ها شناخته می‌شوند. سازندگان چشم مصنوعی تحصیلات در رشته ارتز و برسازه (اعضای مصنوعی و وسایل کمکی) دارند. برسازه چشم قوه بینایی را فراهم نمی‌کند، بلکه نوعی برسازه زیبایی است. کسی که از چشم مصنوعی استفاده می‌کند در سمت چشم آسیب دیده نابینا بوده و دید تک‌چشمی دارد.

## تاریخچه

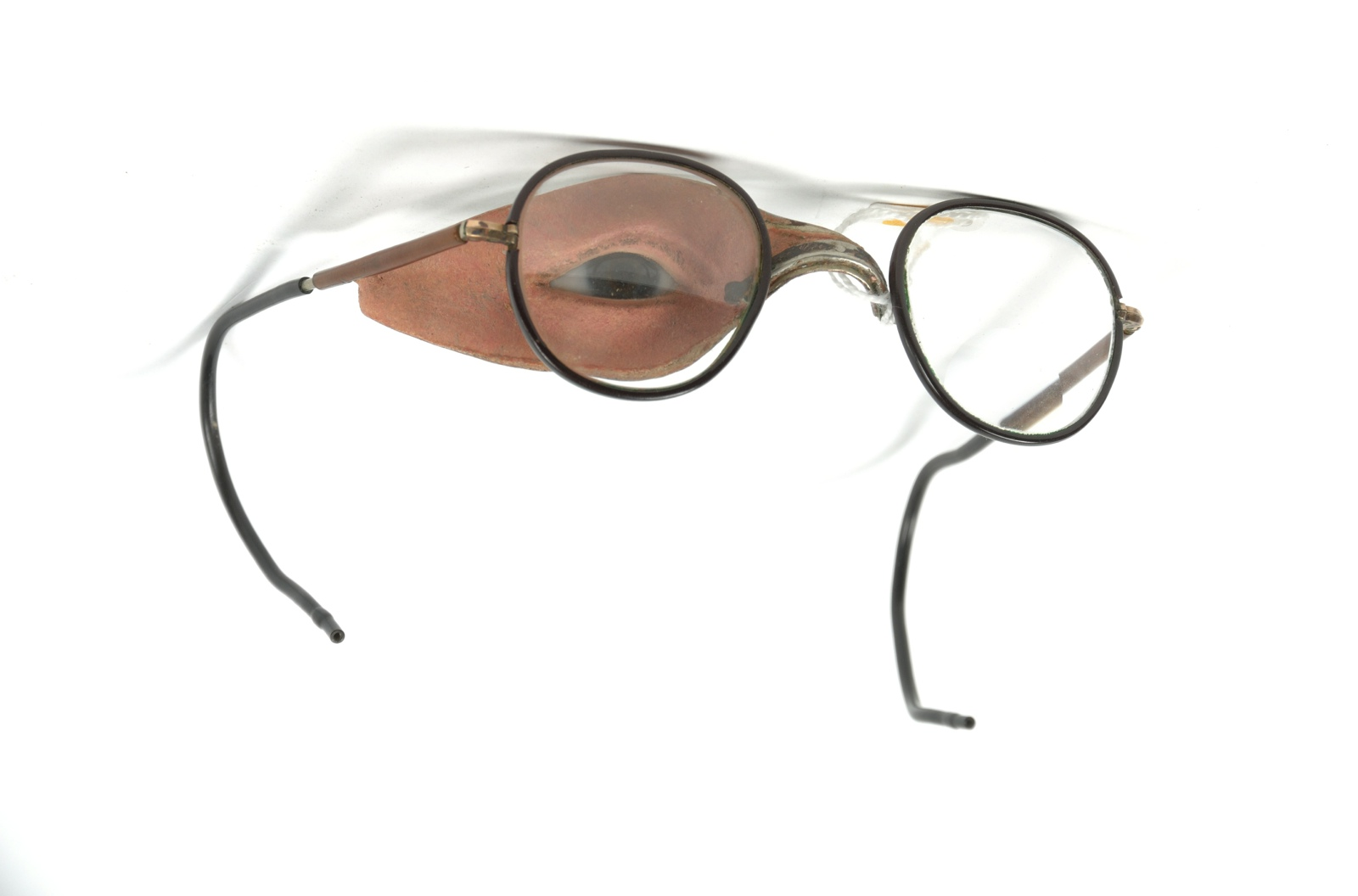
پروتز چشم و عینک ساخته شده برای یک سرباز زخمی در جنگ جهانی اول توسط جراح پلاستیک، یوهانس استر

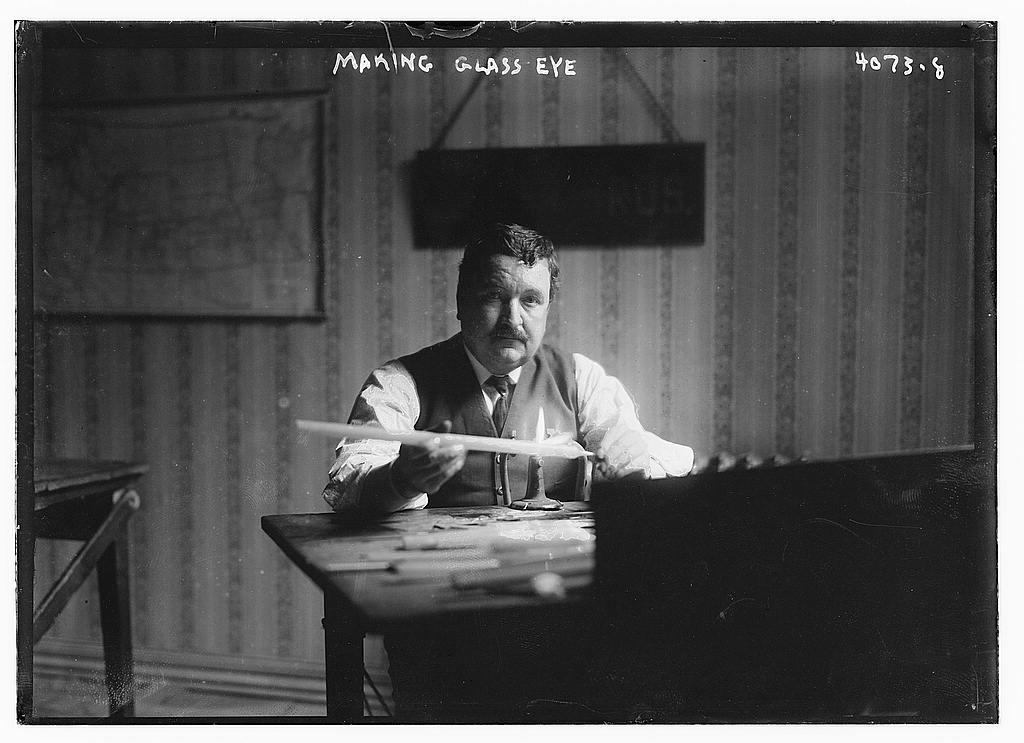
«چشم شیشه ای»، c. 1915–1920.

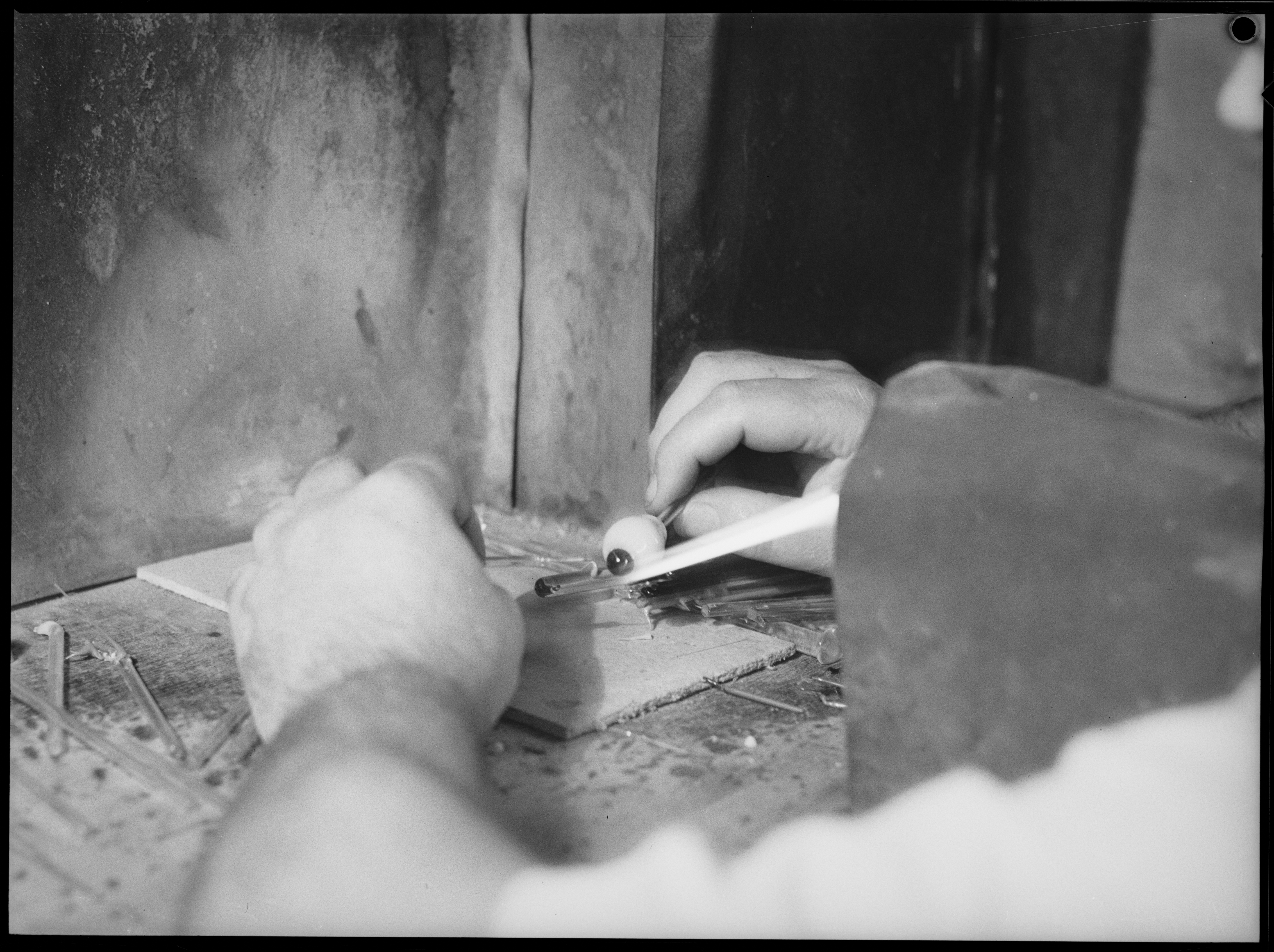
چشم مصنوعی شیشه ای که در زیر حرارت قالب ریزی می‌شود، ۱۹۳۸

اولین شواهد شناخته شده در مورد استفاده از پروتز چشمی مربوط به زنی است که در شهر-سوخته، ایران ۲۹۰۰ تا ۲۸۰۰ سال پیش از میلاد مسیح یافت شده‌است. این چشم نیم کره ای و قطر کمی بیش از ۲٫۵ سانتی‌متر دارد. این ماده از مواد بسیار سبک، احتمالاً خمیر قیر تشکیل شده‌است. سطح چشم مصنوعی با یک لایه نازک از طلا پوشیده شده‌است، همچنین یک دایره مرکزی (نمایانگر عنبیه) دارد و خطوط طلایی که مثل پرتوهای خورشید به عنوان مویرگ‌های چشم طراحی شده‌است. در هر دو طرف چشم سوراخهای ریز ایجاد شده‌است که از طریق آن یک رشته طلایی می‌تواند چشم را در جای خود نگه دارد. از آنجا که تحقیقات میکروسکوپی نشان داده‌است که حفره چشم اثرات واضح و مشخصی از نخ طلایی نشان می‌دهد، ممکن است در طول زندگی او چشم مصنوعی استفاده کرده باشد. علاوه بر این، متن اولیه عبری به زنی اشاره می‌کند که از چشم مصنوعی از جنس طلا استفاده کرده‌است. همچنین کاهنان رومی و مصری در قرن پنجم قبل از میلاد از سفال نقاشی شده که توسط پارچه پوشیده شده‌است، چشم مصنوعی تولید کرده‌اند.
نخستین چشم‌های مصنوعی از طلا و شیشه رنگی ساخته شده بود، بعدها ونیزی‌ها در سده شانزدهم استفاده از شیشه برای ساخت چشم مصنوعی را مرسوم کردند. به این ترتیب به نام «چشم شیشه ای» تبدیل شد. این چشم‌ها ضخیم، زبر و شکننده بودند و روش تولید فقط تا پایان قرن هجدهم استفاده شد سپس پاریسی‌ها این مرکز را به عنوان مرکز ساخت چشم مصنوعی از ونیزی‌ها در اختیار گرفتند. اما این مرکز دوباره تغییر کرد، این بار به دلیل تکنیک برتر دمیدن در شیشه در کشور آلمان. اندکی پس از معرفی هنر شیشه سازی چشم به ایالات متحده توسط آلمانی‌ها، کالاهای آلمانی به دلیل جنگ جهانی دوم در دسترس نبود. در نتیجه، ایالات متحده به جای شیشه از پلاستیک‌های اکریلیک چشم مصنوعی ساخت که تا به امروز همچنان کاربرد دارد.
تولید پروتزهای نوین چشمی در انواع مختلفی از مواد گسترش یافته‌است. در ایالات متحده، بیشتر پروتزهای چشمی قالب‌گیری شده با استفاده از PMMA (پلی متیل متاکریلات) یا اکریلیک ساخته می‌شوند. در برخی کشورها، به ویژه آلمان، پروتزها هنوز هم گاهی از شیشه ساخته می‌شوند.

### محدودیت‌های موجود
(سازندگان چشم مصنوعی) همیشه تلاش بوده‌اند تا چشم مصنوعی واقعی تر به نظر برسد. ده‌ها سال است که تمام تلاش‌ها و سرمایه‌گذاری‌ها برای بهبود ظاهر چشمان مصنوعی با بی تحرکی مردمک کاهش یافته‌است. یک راه حل برای این مشکل اخیراً در یک دستگاه مبتنی بر LCD معرفی شده‌است که اندازه مردمک را به عنوان تابعی از نور محیط شبیه‌سازی می‌کند.

## انواع کاشت‌ها و ساخت شیمیایی
انواع مختلفی از کاشت ایمپلنت وجود دارد، طبقه‌بندی اعم از شکل (شکل کروی یا تخم مرغی (بیضی) شکل)، آماده یا قالب‌گیری شده، متخلخل یا توپر، و وجود پین یا بدون پین گذاری باشد. اساسی‌ترین تقسیم‌بندی می‌تواند تقسیم انواع کاشت به دو گروه اصلی باشد: غیر یکپارچه (غیر متخلخل) و یکپارچه (متخلخل).

#### مواد پلی‌متیل متاکریلات

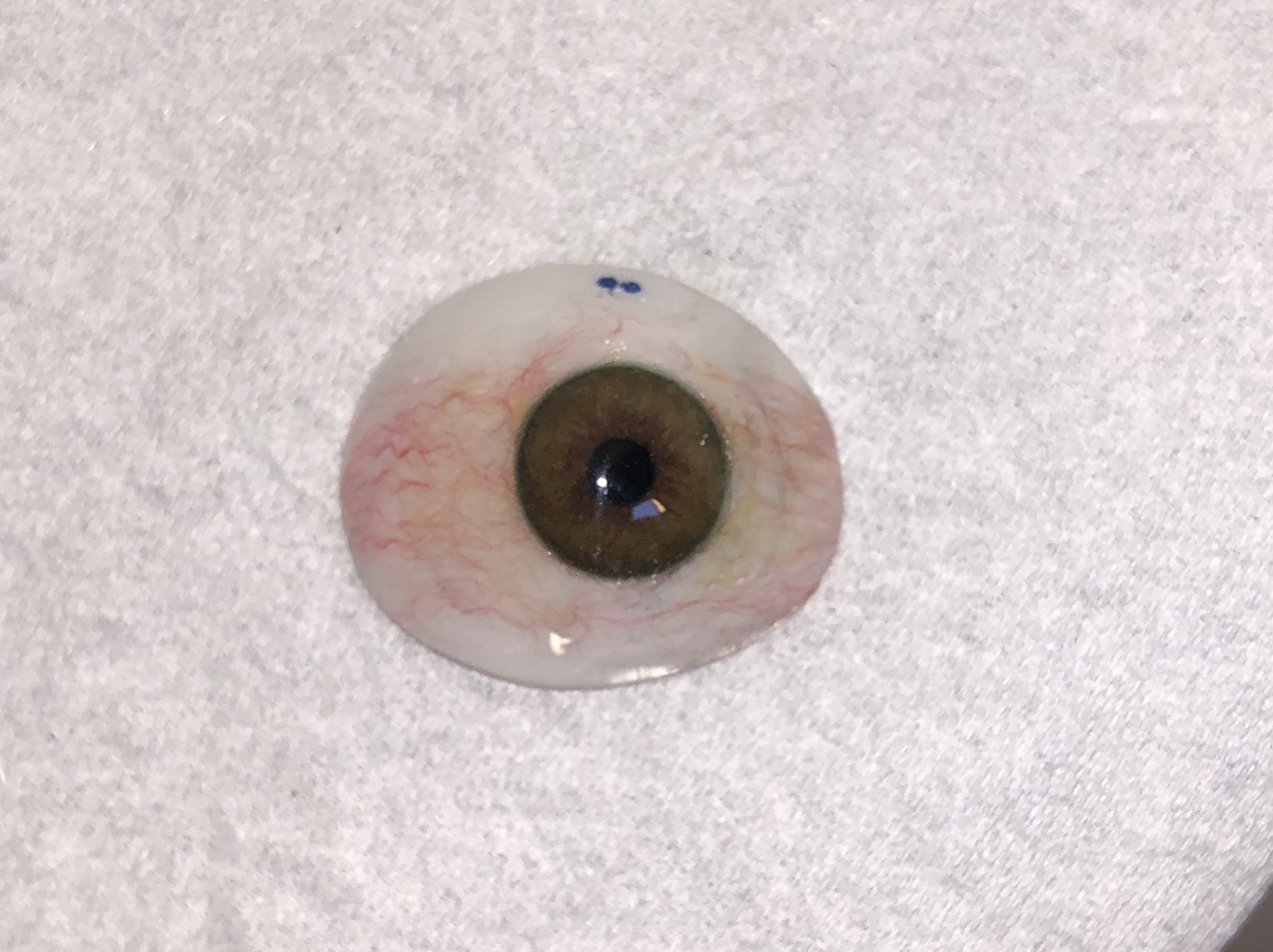
چشم مصنوعی آکریلیک از جنس پلی متیل متاکریلات

پلی متیل متاکریلات (PMMA) , که معمولاً به عنوان اکریلیک شناخته می‌شود، یک ترموپلاستیک شفاف است که برای استفاده به عنوان ماده اصلی پروتز چشمی در دسترس است. آکریلیک هم خواص شیشه را دارد (شفاف و براق) هم خواص پلاستیک (شکننده نیست)
اکریلیک دارای درجه سازگاری خوبی با بافت انسان است، بسیار بیشتر از شیشه. اگرچه در گذشته از مواد مختلفی برای ساخت ایمپلنتهای توپر استفاده شده‌است، اما پلی متیل متاکریلات یکی از کاشت‌های خوب در این زمینه است.

### کاشت یکپارچه
خاصیت متخلخل ایمپلنت‌های یکپارچه باعث رشد فیبروواسکولار در کل ایمپلنت و در نتیجه قرار دادن پین می‌شود. از آنجا که تصور می‌شود اتصال مستقیم مکانیکی باعث بهبود تحرک مصنوعی چشم می‌شود، تلاش شده‌است که به اصطلاح «ایمپلنت‌های یکپارچه» که مستقیماً به چشم مصنوعی متصل هستند تولید شود. از نظر تاریخی، ایمپلنت‌هایی که مستقیماً به پروتز متصل بودند، به دلیل التهاب مزمن یا عفونت ناشی از قرار گرفتن در معرض مواد کاشت غیر منفذی، ناموفق بودند. این امر منجر به تولید ایمپلنت‌های شبه یکپارچه با سطح قدامی طراحی شده ویژه ای شد که گفته می‌شود از طریق ملتحمه بسته و کپسول تنون بهتر حرکت کاشت را به چشم مصنوعی منتقل می‌کند. در سال ۱۹۸۵، تصور بر این بود که مشکلات مرتبط با ایمپلنت‌های یکپارچه با معرفی کاشت‌های کروی ساخته شده از هیدروکسی آپاتیت کلسیم متخلخل تا حد زیادی حل می‌شود. این ماده ظرف چند ماه امکان رشد فیبروواسکولار را فراهم می‌کند. کاشت هسته متخلخل در حال حاضر از مواد مختلفی از جمله هیدروکسی آپاتیت طبیعی و مصنوعی، اکسید آلومینیوم و پلی اتیلن ساخته می‌شود.
به‌طور کلی در حال حاضر به ندرت از روش سوراخ‌کاری ایمپلنت و کارگذاری پین استفاده می‌شود؛ زیرا ممکن است عوارض جانبی زیاد و جبران‌ناپذیر باشد.

#### هیدروکسی آپاتیت (HA)
کاشت‌های هیدروکسی آپاتیت کروی هستند و در اندازه‌های مختلف و مواد مختلف (مرجان / مصنوعی / چینی) ساخته می‌شوند.
از زمان معرفی آنها در سال ۱۹۸۹ هنگامی که ایمپلنت ساخته شده از هیدروکسی آپاتیت تأیید سازمان غذا و دارو را دریافت کرد، ایمپلنت‌های کروی هیدروکسی آپاتیت محبوبیت گسترده‌ای به عنوان کاشت هسته سازی پیدا کرده‌اند و در یک زمان بیشترین کاشت مداری در ایالات متحده بود. . متخلخل بودن این ماده باعث رشد فیبروواسکولار در کل ایمپلنت می‌شود و اجازه می‌دهد یک دستگاه جفت (PEG) با کاهش خطر التهاب یا عفونت همراه با انواع قبلی ایمپلنت‌های مجتمع در معرض قرار گیرد.
یکی از معایب اصلی HA این است که باید با مواد دیگری مانند پوسته صُلبیه‌ای (اسکلرا)، پلی اتیلن ترفتالات یا مش ویکریل پوشانده شود که موجب ایجاد یک رابط بافت کاشت ناخوشایند است که می‌تواند منجر به مشکلات فنی در کاشت و فرسایش بعدی شود؛ زیرا بخیه مستقیم برای اتصال ماهیچه امکان‌پذیر نیست. پوشش اسکلرال خطر انتقال عفونت ، التهاب و رد آن را به همراه دارد.
یک مطالعه اخیر نشان داده‌است که سرعت فیبرواسکولاریزاسیون هیدروکسی آپاتایت سریعتر از ایمپلنت مدپور است.

#### پلی اتیلن متخلخل (PP)
ایمپلنت مدپور پلی اتیلن متخلخل با چگالی بالا است که از پلی اتیلن خطی با چگالی بالا تولید می‌شود. پیشرفت علم در شیمی پلیمر اجازه داده‌است مواد زیست سازگار جدیدتری مانند پلی اتیلن متخلخل (PP) در زمینه جراحی ایمپلنت چشمی وارد شود. ایمپلنت پلی اتیلن متخلخل حداقل از سال ۱۹۸۹ استفاده شده‌است. این در ده‌ها شکل کروی و غیر کروی پیش ساخته و در اندازه‌های مختلف یا بلوک‌های ساده برای شخصی‌سازی سفارشی حین عمل موجود است. این ماده سفت است اما قابلیت انعطاف‌پذیری دارد و اجازه می‌دهد بخیه زدن مستقیم ماهیچه‌ها بدون بسته‌بندی یا مراحل اضافی انجام شود. علاوه بر این، سطح صاف نسبت به سایر مواد استفاده شده برای اهداف مشابه، ساینده و تحریک کننده کمتری است. پلی اتیلن نیز واسکولار می‌شود، اجازه می‌دهد یک پست تحرک تیتانیوم قرار گیرد که به همان روشی که از گیره برای کاشت‌های هیدروکسی آپاتیت استفاده می‌شود، ایمپلنت را به پروتز می‌پیوندد.
ثابت شده‌است که پلی پروپیلن نتیجه خوبی دارد و در سال ۲۰۰۴، بیشترین استفاده از ایمپلنت چشمی در ایالات متحده بود. پلی اتیلن متخلخل چندین معیار برای کاشت موفق را برآورده می‌کند، از جمله تمایل کم به جابجایی و ترمیم نقص به روش تشریحی. به راحتی در دسترس، مقرون به صرفه است و به راحتی قابل اصلاح یا متناسب با هر نقص است. ایمپلنت PP نیازی به پوشش ندارد و بنابراین از برخی مشکلات مرتبط با کاشت هیدروکسی آپاتیت جلوگیری می‌کند.

#### بیوسرامیک
پروتزهای بیوسرامیک از اکسید آلومینیوم (Al 2 O 3) ساخته شده‌اند. اکسید آلومینیوم یک ماده زیستی سرامیکی است که به دلیل اصطکاک کم، دوام، پایداری و سازگار بودن بیش از ۳۵ سال در زمینه‌های ارتوپدی و دندان برای کاربردهای مختلف پروتز مورد استفاده قرار گرفته‌است. ایمپلنت‌های چشمی اکسید آلومینیوم را می‌توان در شکل‌های کروی و غیر کروی (تخم شکل) و در اندازه‌های مختلف برای استفاده در سوکت آنفالما بدست آورد. در آوریل ۲۰۰۰ تأیید اداره غذا و داروی ایالات متحده را دریافت کرد و در فوریه ۲۰۰۱ توسط بهداشت و رفاه کانادا تأیید شد.
اکسید آلومینیوم قبلاً نشان داده شده‌است که در مطالعات کشت سلولی سازگارتر از HA است و در صورت نیاز به مطالعات سازگاری زیستی برای بررسی محصولات جدید، به عنوان ماده مرجع استاندارد پیشنهاد شده‌است. میزان قرار گرفتن در معرض قبلی با ایمپلنت بیوسرامیک (۲٪) کمتر از اکثر گزارشات در مورد HA یا ایمپلنت پلی اتیلن متخلخل (۰٪ تا ۵۰٪) بود.

#### ایمپلنت چشمی مخروطی (COI) و مخروطی چند منظوره (MCOI)
کره ایمن و مؤثر (هنوز هم محبوب و آسان برای استفاده) با هرم یا کاشت COI تکمیل شد. COI دارای عناصر طراحی منحصر به فردی است که در یک شکل مخروطی شکل گنجانیده شده‌است، از جمله یک سطح قدامی مسطح، برآمدگی برتر و کانالهای از پیش ساخته شده برای عضلات راست روده. 5-0 سوزن بخیه ویکریل را می‌توان با کمی مشکل مستقیم از طریق کاشت عبور داد تا روی سطح قدامی بسته شود. علاوه بر این، این ایمپلنت دارای یک شکاف کمی فرورفته برای راست راست و یک برآمدگی برای پر کردن فورنیکس برتر است.
یک مدل ایمپلنت چشمی مخروطی چند منظوره است که برای پرداختن به مسائل مربوط به مدار بی‌چشمی پس از عمل در معرض خطر ابتلا به ناهنجاری‌های سوکت از جمله بی‌چشمی، جمع شدن پلک فوقانی، تعمیق برجستگی فوقانی، شیب عقب حفره طراحی شده‌است. پروتز، و کشیدگی پلک تحتانی پس از تخلیه یا هسته‌برداری. به‌طور کلی تصور می‌شود که این مشکلات به دلیل کمبود حجم کاسه چشم ثانویه است که توسط MCOI نیز برطرف می‌شود. شکل مخروطی کاشت پلی اتیلن مداری متخلخل مخروطی چند منظوره (MCOI) (Porex Medical) بیشتر از شکل کاشت کروی با شکل کالبدشناختی مدار مطابقت دارد. قسمت قدامی وسیع‌تر، همراه با قسمت خلفی باریک و طولانی‌تر، امکان جایگزینی کامل و طبیعی حجم مداری از دست رفته را فراهم می‌کند. این شکل خطر تغییر شکل غضروف برتر را کاهش می‌دهد و حجم بیشتری را در مخروط عضله قرار می‌دهد. با این ایمپلنت‌ها می‌توان عضلات را در هر مکانی که جراح بخواهد قرار داد. این برای موارد آسیب دیده یا از دست رفته عضلات پس از ضربه سودمند است، و عضلات باقی مانده برای بهبود حرکت بعد از عمل جابجا می‌شوند؛ و در انتظار قرار دادن میخ در آینده ۶ وجود دارد سطح صاف به قطر میلی‌متر، که نیازی به تراشیدن سطح قدامی صاف قبل از قرار دادن میخ را از بین می‌برد.
هر دو ایمپلنت (COI و MCOI) از مجراهایی به هم پیوسته تشکیل شده‌اند که امکان رشد بافت همبند میزبان را فراهم می‌کنند. خونرسانی و تشکیل عروق کامل ایمپلنت خطر عفونت ، پس زدن و سایر عوارض مرتبط با ایمپلنت‌های غیر یکپارچه را کاهش می‌دهد؛ و هر دو ایمپلنت تحرک برتر و زیبایی بعد از عمل را ایجاد می‌کنند.

#### کاشت حرکت متحرک
در ایمپلنت‌های هیدروکسی آپاتیت یک روش ثانویه می‌تواند یک میخ یا پیچ خارجی، سر گرد را وارد کاشت کند. پروتز برای قرار گرفتن میخ اصلاح شده و مفصلی توپی و توپی ایجاد می‌شود: پس از تکمیل رشد عروقی، می‌توان یک سوراخ کوچک در سطح قدامی ایمپلنت ایجاد کرد. بعد از ملتحمه شدن این سوراخ، می‌توان آن را با یک گیره با یک قسمت بالای گرد قرار داد که در یک گودال مربوطه در سطح خلفی چشم مصنوعی قرار می‌گیرد؛ بنابراین این میخ به‌طور مستقیم تحرک کاشت را به چشم مصنوعی منتقل می‌کند. با این حال، میخ حرکتی فقط در اقلیت بیماران نصب شده‌است. این ممکن است تا حدی نتیجه مشکلات مرتبط با قرار دادن میخ باشد، در حالی که تصور می‌شود که کاشت هیدروکسی آپاتیت حتی بدون گیره از تحرک چشم مصنوعی برتر برخوردار است.
پلی اتیلن نیز واسکولار می‌شود، اجازه می‌دهد یک پست تحرک تیتانیوم قرار گیرد که به همان روشی که از گیره برای کاشت‌های هیدروکسی آپاتیت استفاده می‌شود، ایمپلنت را به پروتز می‌پیوندد.

## حرکتدرونکاشتچشمی
کاشت و حرکت برسازه از جنبه‌های مهم است و برای هدف ایده‌آل ساخت یک چشم مصنوعی خوب ضروری است. چندین نظریه در مورد بهبود حرکت چشم وجود دارد، مانند استفاده از مواد مصنوعی یکپارچه، پیوند زدن درونکاشت، پوشاندن درونکاشت (به عنوان مثال با بافت اسکلر)، یا بخیه زدن مستقیم عضلات چشم بر روی درونکاشت چشمی. کارایی انتقال حرکت از درونکاشت به برسازه میزان تحرک برسازه را تعیین می‌کند. حرکت از طریق کاشت‌های سنتی کروی غیرمنفذی از طریق کشش سطحی در رابط ملتحمه-پروتز و حرکت زورها منتقل می‌شود. درونکاشت‌های شبه یکپارچه دارای سطوحی با شکل نامنظم هستند که یک سازوکار اتصال غیرمستقیم بین درونکاشت و برسازه ایجاد می‌کنند که حرکت بیشتری به برسازه می‌دهد. ادغام مستقیم درونکاشت با برسازه از طریق سازوکار اتصال خارجی می‌تواند باعث بهبود بیشتر تحرک شود.
این استدلال که درونکاشت‌های چشمی هیدروکسی آپاتیت بدون پین هیچ حرکتی به چشم مصنوعی منتقل نمی‌کنند اشتباه است، وقتی از تکنیک‌های جراحی مشابه استفاده می‌شود از کاشت هسته ای متخلخل غیرمتخلخل (هیدروکسی آپاتیت) استفاده می‌شود و درونکاشت‌های کروی غیر اکسیلیک (اکریلیک) پوشیده از صلبیه دهنده، عملکرد قابل مقایسه‌ای دارند تحرک چشم مصنوعی در دو مطالعه هیچ تفاوتی در حداکثر دامنه بین کاشت هیدروکسی آپاتیت و اکریلیک یا سیلیکون کروی هسته سازی وجود ندارد، بنابراین نشان می‌دهد که ماده کاشت تا حدی که عضلات باشد ممکن است هیچ تأثیری در حرکت کاشت نداشته باشد. به‌طور مستقیم یا غیرمستقیم به درونکاشت متصل شده و کاشت پیوند نمی‌خورد. تحرک چشم مصنوعی غیر یکپارچه ممکن است حداقل توسط دو نیرو ایجاد شود. (۱) نیروی مالش بین سطح خلفی چشم مصنوعی و ملتحمه‌ای که درونکاشت را می‌پوشاند ممکن است باعث حرکت چشم مصنوعی شود. از آنجا که این نیرو به احتمال زیاد در همه جهات تقریباً یکسان است، باعث دامنه چشم مصنوعی افقی و عمودی قابل مقایسه می‌شود. (۲) یک چشم مصنوعی معمولاً کاملاً در فضای ملتحمه قرار می‌گیرد (احتمالاً در فورنکس فوقانی نیست). بنابراین، هر حرکتی از فضای ملتحمه باعث حرکت مشابه چشم مصنوعی می‌شود، در حالی که عدم حرکت زورها تحرک آن را محدود می‌کند. به‌طور سنتی تصور می‌شد که گرفتگی ماهیچه‌های راست بر روی یک ایمپلنت غیر مجتمع باعث ایجاد حرکت به کاشت و پروتز می‌شود. مانند مفصل توپی و سوکت، هنگام حرکت ایمپلنت، پروتز حرکت می‌کند. اما، به دلیل اصطلاح توپ و سوکت توسط لایه‌هایی از کپسول تنون، عضلات منقبض و ملتحمه از هم جدا شده‌اند، بازده مکانیکی انتقال حرکت از ایمپلنت به پروتز بهینه نیست. علاوه بر این، نگرانی این است که مخلوط کردن عضله مستقیم نسبت به ایمپلنت‌های غیر یکپارچه در واقع می‌تواند منجر به مهاجرت ایمپلنت شود. تکنیک اخیر هسته سازی میوکونژکتیو جایگزینی برای انسداد عضلات است.
اگرچه به‌طور کلی پذیرفته شده‌است که ادغام پروتز با یک ایمپلنت متخلخل با قرار دادن میخ باعث افزایش حرکت پروتز می‌شود، اما در ادبیات شواهد اندکی وجود دارد که میزان پیشرفت را مستند کند، وجود ندارد. و اگرچه گزارش شده‌است که ایمپلنت‌های متخلخل باعث بهبود حرکت ایمپلنت می‌شوند، این واضح است که گران‌تر و مزاحم تر هستند، نیاز به پانسمان و تصویربرداری بعدی برای تعیین واسکولاریزاسیون و پیوند زدن برای انتقال بهتر حرکت ایمپلنت به پروتز و همچنین مستعد قرار گرفتن در معرض ایمپلنت هستند.
سن و اندازه کاشت نیز ممکن است بر تحرک تأثیر بگذارد، زیرا در یک مطالعه مقایسه بیماران با ایمپلنت هیدروکسی آپاتیت و بیماران با ایمپلنت غیر منفذی، به نظر می‌رسد حرکت ایمپلنت با افزایش سن در هر دو گروه کاهش می‌یابد. این مطالعه همچنین بهبود حرکت کاشتهای بزرگتر را صرف نظر از مواد نشان داده‌است.

## روش جراحی
اساساً جراحی این مراحل را دنبال می‌کند:
- بیهوشی
- جداسازی ملتحمه
- جدا شدن نیام تنون قدامی از صلبیه
- عبور نخ بخیه از عضلات مستقیم چشمی
- عضلات رکتوس از کره چشمی جدا می‌شوند
- کره چشم برداشته می‌شود
- کپسول تنون باز شده تا عصب بینایی دیده شود
- ایمپلنت چشمی قرار داده می‌شود.
- در صورت لزوم (هیدروکسی آپاتیت) از قبل با مش پوشیده می‌شود
- عضله را (در صورت امکان) به‌طور مستقیم (PP) یا غیر مستقیم (HA) به ایمپلنت متصل می‌شود
- فاشیای تنون روی ایمپلنت کشیده می‌شود
- بخیه ملتحمه
- قرارگرفتن کانفرمر موقت (۴–۸ هفته)
- قرارگیری و نصب چشم مصنوعی
- پس از واسکولاریزاسیون ایمپلنت می‌توان یک روش ثانویه اختیاری را برای قرار دادن یک پین انجام داد
- انواع چشم مصنوعی[۸]
- چشم مصنوعی آنتی پتوز

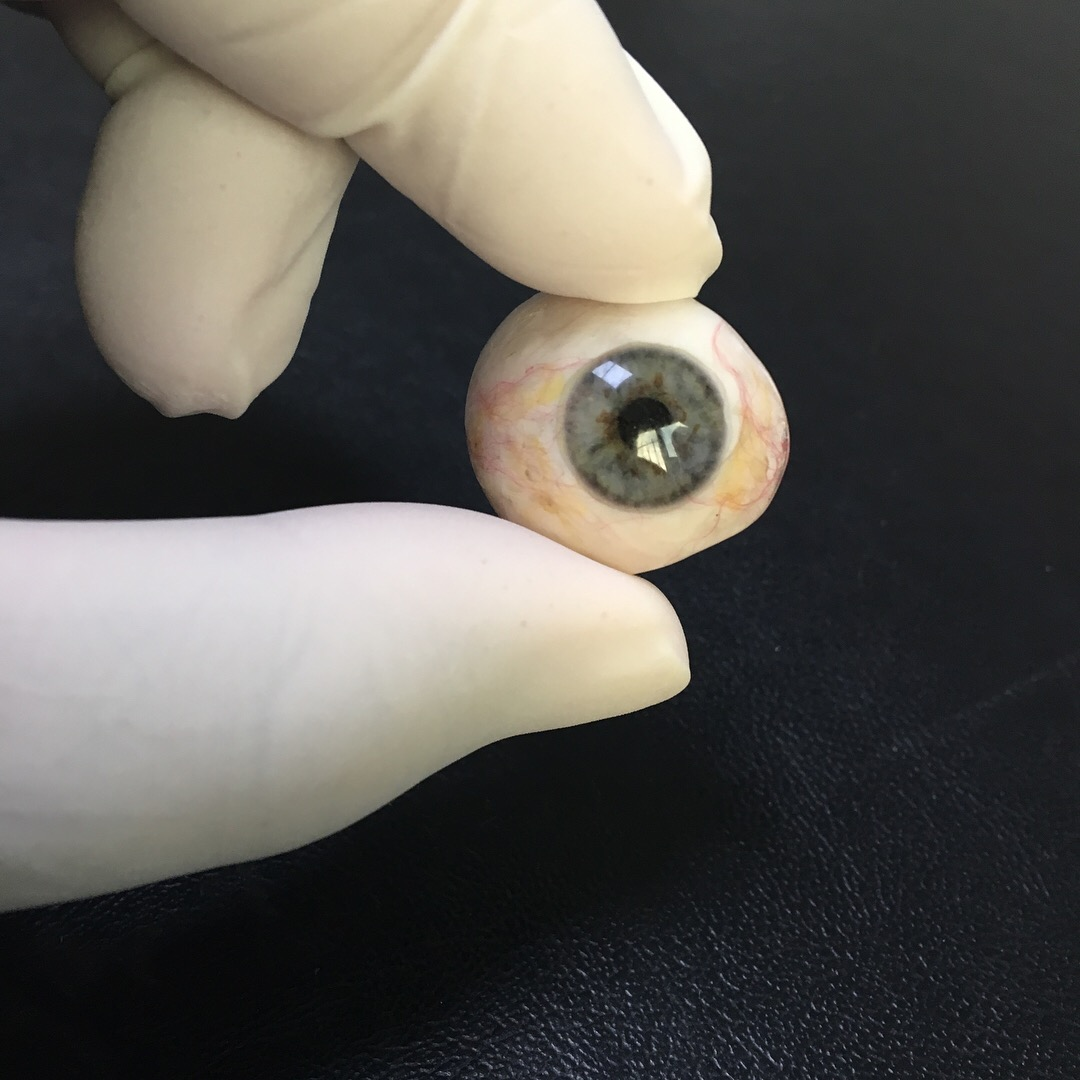
چشم مصنوعی آکریلیک

به‌طور کلی اگر چشم مصنوعی مطابق با اصول علمی ساخته شود و همچنین پلک‌های بیمار دچار نقص و ناهنجاری خاصی شامل افتادگی یا پارگی نباشد و همچنین حدقه چشم سالم باشد، تشخیص چشم مصنوعی از چشم سالم غیرممکن خواهدبود.

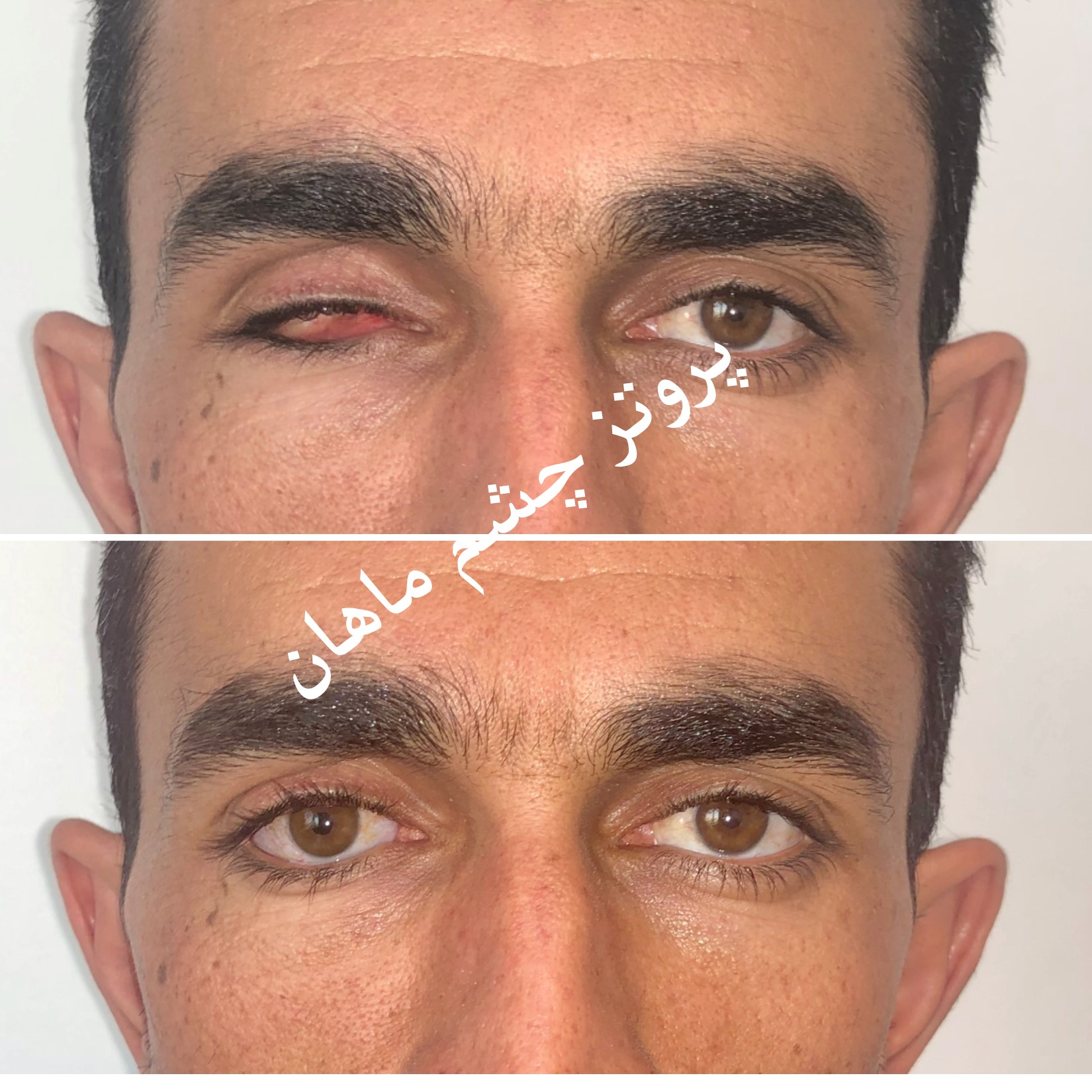
چشم مصنوعی آکروکامپوزیت

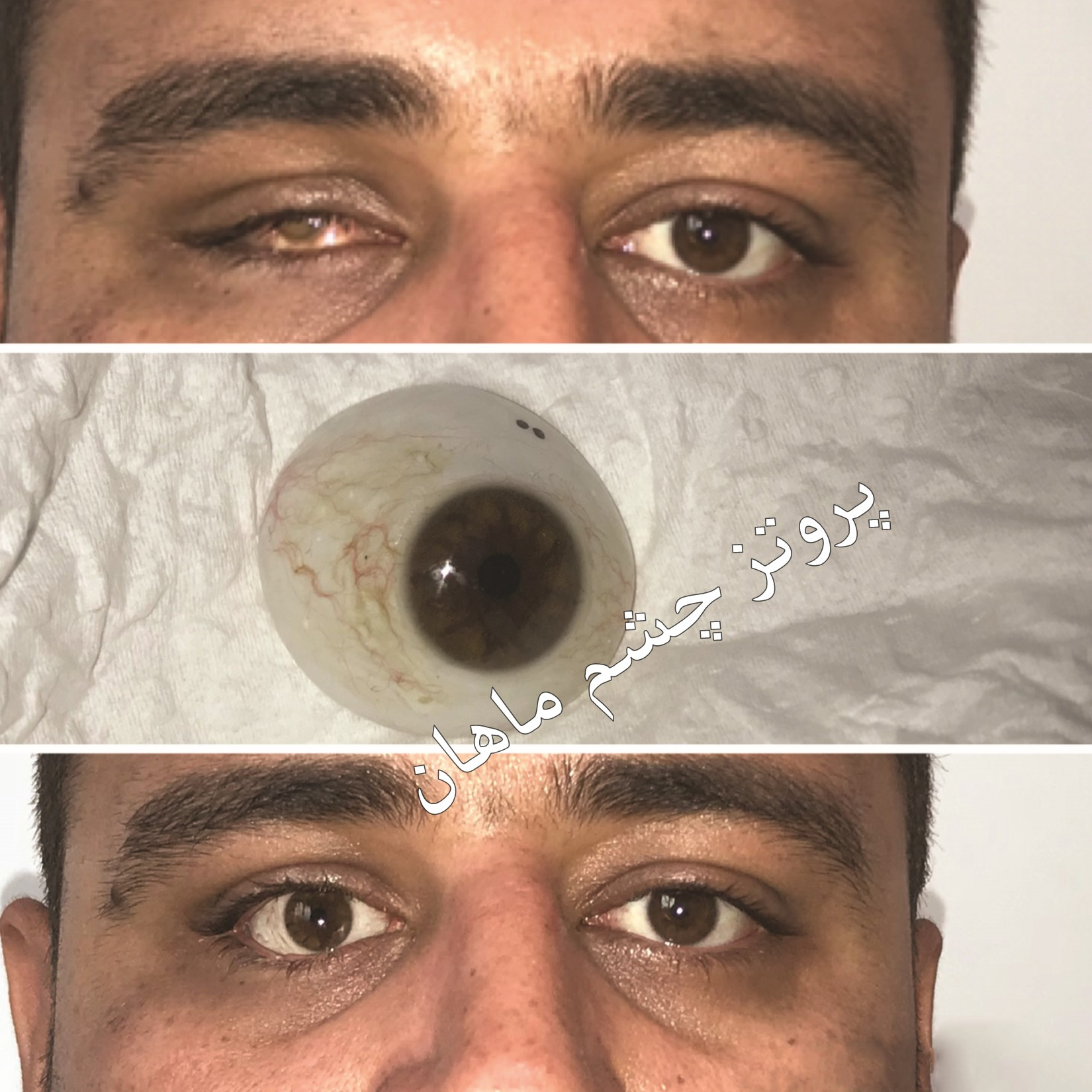
چشم مصنوعی آکریلیک حفره دار.

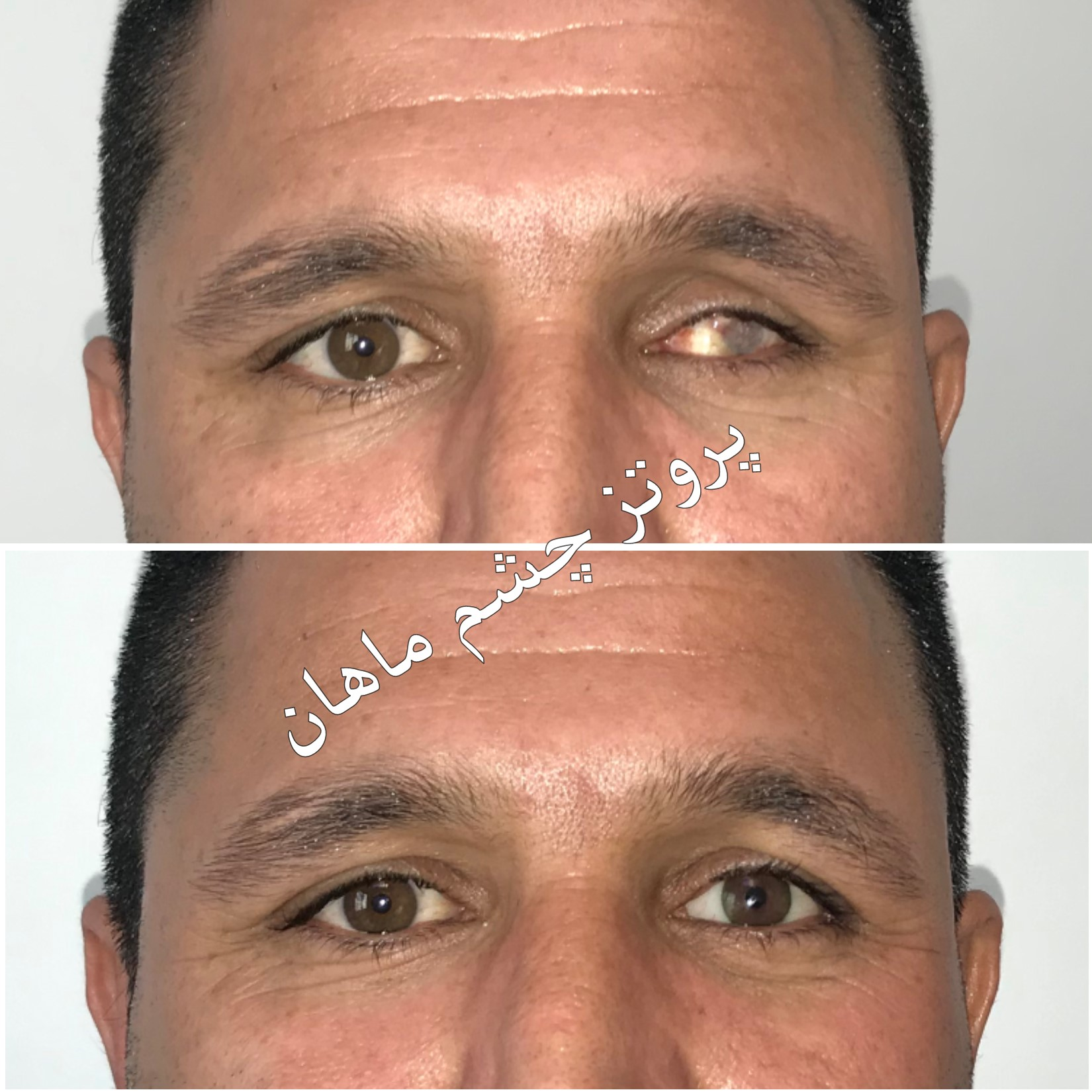
اسکلرال شل.

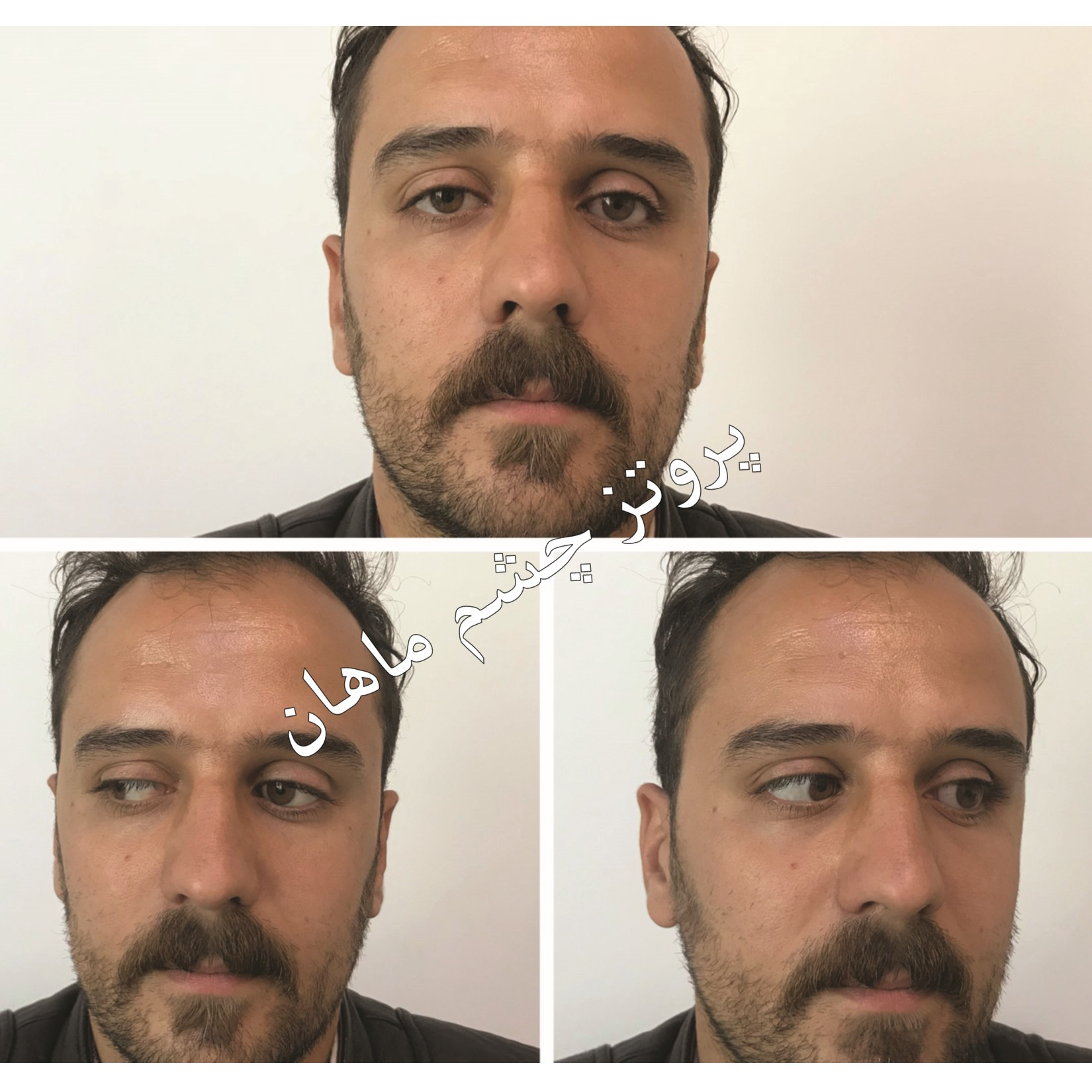
حرکت چشم مصنوعی به طرفین.

در گذشته، ایمپلنت‌های غیر متخلخل کروی در فضای داخل حفره ای قرار داده می‌شدند و عضلات خارج چشمی یا بدون اتصال باقی مانده بودند یا روی ایمپلنت بسته می‌شدند. بسته‌بندی این ایمپلنت‌ها باعث اتصال عضلات به مواد پوششی می‌شود، روشی که به نظر می‌رسد حرکت کاشت را بهبود می‌بخشد و از بروز مهاجرت کاشت می‌کاهد. ایمپلنت‌های متخلخل ممکن است قبل از قرار دادن با محلول آنتی‌بیوتیک اشباع شوند. از آنجا که ماهیت شکننده هیدروکسی آپاتیت از بخیه زدن مستقیم ماهیچه‌ها به ایمپلنت جلوگیری می‌کند، این کاشت‌ها معمولاً با نوعی مواد بسته‌بندی پوشانده می‌شوند. عضلات به روشی مشابه کاشت غیر متخلخل کروی به ایمپلنت متصل می‌شوند. عضلات ممکن است مستقیماً توسط کاشت از طریق مواد ایمپلنت یا با استفاده از کاشت با تونل‌های بخیه ساخته شده، روی ایمپلنت‌های متخلخل پلی‌اتیلن بخیه شوند. برخی از جراحان یا کاشت پلی‌اتیلن متخلخل را برای سهولت در اتصال عضلات یا برای کاهش خطر قرار گرفتن در معرض ایمپلنت می‌پوشانند. از مواد مختلف بسته‌بندی برای پوشاندن کاشت‌های متخلخل استفاده شده‌است، از جمله پلی گلاکتین یا توری اسید پلی گلیکولیک، بافت هترولوگ (پریکارد گاو)، بافت‌دهنده همولوگ (اسکلرا، درم) و بافت اتوژن (نیام پهن، نیام گیجگاهی، عضله گوش خلفی، نیام ماهیچه راست شکم). تخریب مواد بسته‌بندی در محل‌های قرارگیری عضلات خارج چشمی ایجاد می‌شود و به عضلات متصل شده امکان تماس با ایمپلنت را می‌دهد و باعث بهبود عروق ایمپلنت می‌شود. حفاری ۱ سوراخ‌های میلی‌متر در ایمپلنت در محل‌های قرارگیری عضله برای تسهیل عروق کاشت‌های هیدروکسی آپاتیت انجام می‌شود. فاشیای تنون از روی کاشت کشیده شده و در یک یا دو لایه بسته می‌شود. سپس ملتحمه بخیه زده می‌شود.

## پس از اقدامات جراحی
صرف نظر از عمل، پس از آن همیشه به نوعی چشمی نیاز است. جراح در انتهای عمل جراحی پروتز موقتی را وارد می‌کند، معروف به چشم غشایی و بیمار را به یک پروتز ساز (اکولاریست)(سازنده چشم مصنوعی) ارجاع می‌دهد. فرایند ساخت پروتز چشمی یا یک چشم سفارشی، معمولاً شش هفته پس از عمل جراحی آغاز می‌شود و به‌طور معمول قبل از نصب نهایی پروتز، حدود سه بازدید انجام می‌شود. در بیشتر موارد، بیمار در اولین ویزیت نصب می‌شود، برای نقاشی دستی پروتز برمی گردد و سرانجام برای اتصالات نهایی برمی گردد. روشهایی که برای متناسب کردن، شکل‌دادن و رنگ آمیزی پروتز استفاده می‌شود، اغلب بین نیاز چشم و بیمار متفاوت است.
پروتز چشم برای افرادی که عمل تخلیه انجام داده‌اند استفاده می‌شود و نسبتاً ضخیم است.
اسکلرال شل برای افرادی که عمل تخلیه انجام نداده‌اند استفاده می‌شود و بر روی چشم آسیب دیده گذاشته می‌شود. معمولاً حرکت اسکلرال شل از چشم مصنوعی بیشتر است.
زندگی با پروتز چشمی نیاز به مراقبت دارد، اما اغلب اوقات بیمارانی که از اختلالات چشمی بی‌درمان مانند خُردچشمی (میکروفتالمی)، بی‌چشمی (آنوفتالمی) یا تومور شبکیه رنج می‌برند، با پروتزهای خود به کیفیت زندگی بهتری می‌رسند. مراقبت‌های مورد نیاز برای پروتز چشمی، خارج از صیقل دادن‌های منظم و معاینه با چشم، به‌طور معمول حول حفظ رطوبت پروتز و تمیزی می‌باشد.

## افراد برجسته ای که دارای چشمان مصنوعی هستند
- باز باستین - بازیکن، مربی هاکی روی یخ کانادا (چشم راست)
- مختار بلمختار - قاچاقچی، آدم‌ربایی، فروشنده اسلحه و تروریست الجزایری. چشم خودرا در اثر استفاده نامناسب از مواد منفجره از دست داده‌است (چشم چپ)[۲۵]
- پادشاه راما نهم تایلند - طولانی‌ترین سلطنت تایلندی که از ۱۹۴۶ تا زمان مرگش در سال ۲۰۱۶ سلطنت می‌کرد. همچنین، طولانی‌ترین سلطنت در جهان که کاملاً در بزرگسالی حکومت می‌کرده‌است. (چشم راست)
- هلن کلر - اصلاح کننده اجتماعی نابینایان آمریکایی (هر دو چشم)
- سامی دیویس جونیور - خواننده آمریکایی (چشم چپ)[۲۶]
- پیتر فالک - بازیگر آمریکایی (چشم راست)[۲۷]
- Tex Avery - کارگردان تأثیرگذار انیمیشن آمریکایی (چشم چپ)[۲۸]
- لئو فندر - معمار ساز موسیقی؛ آنچه را که اکنون به عنوان Fender Musical Instruments Corporation شناخته می‌شود تأسیس کرد و به دلیل اختراع، در میان سایر سازها، Fender Stratocaster و Fender Precision Bass (چشم چپ) مشهور است.
- Ry Cooder - نوازنده مشهوری که به خاطر کارهای گیتار اسلایدش بیشتر شناخته شده‌است. (چشم چپ)[۲۹]
- نیک گریفین - رهبر BNP (چشم چپ)[۳۰]
- بن دریفوس - نویسنده (چشم چپ)
- جف هلی - گیتاریست بلوز کانادایی (هر دو چشم)
- لئو مک کرن - بازیگر (چشم چپ)[۳۱]
- کارل اوئولت - کشتی‌گیر حرفه ای کانادا (چشم راست)[۳۲]
- پارک جی وون - سیاستمدار کره جنوبی (چشم چپ)
- Claus Schenk Graf von Stauffenberg - افسر ارتش حرفه ای آلمان و رهبر مقاومت (چشم چپ)
- دین شیلز - فوتبالیست حرفه ای ایرلند شمالی که در اثر تصادف کودکی چشم خود را از دست داد (چشم راست)
- رابرت تورمن - نویسنده (چشم چپ)
- Mo Udall - سیاستمدار (چشم راست)
- بن آندروود - دانشجوی کالیفرنیایی (هر دو چشم)
- هنری لی لوکاس - قاتل زنجیره ای (چشم چپ)
- Fetty Wap - رپ استار آمریکایی (چشم چپ) (دیگر پروتز نمی‌پوشد)
- آلیس واکر - نویسنده (چشم راست)
- جیم لیلی - کارآگاه پلیس دالاس (چشم چپ)
- دن کرنشاو - نماینده کنگره ایالات متحده (ناحیه دوم کنگره تگزاس) و نیروی دریایی سابق (چشم راست)
- مایکل بیسپینگ - قهرمان اسبق وزن متوسط UFC (کدام چشم؟ )
- Erast Garin - بازیگر شوروی و روسی (کدام چشم؟ )
- Geo Milev - شاعر بلغاری، به دلیل باورهای چپ خود در سال ۱۹۲۵ به دار آویخته شد. (چشم راست)